# Ludmila Savelyeva
Ludmila Mikhailovna Savelyeva (em russo:  Людмила Михайловна Савельева, transl. Lyudmila Mikhaylovna Savel'yeva; Leningrado, 24 de janeiro de 1942) é uma atriz de teatro e cinema soviética e russa. Ela alcançou fama duradoura no papel de Natasha Rostova no filme Guerra e Paz, de 1966–67, que ganhou o Oscar de Melhor Filme Estrangeiro. Ela ganhou um prêmio Diploma pelo papel no 4º Festival Internacional de Cinema de Moscou.

## Filmografia
- Guerra e Paz (1966–1967) como Natasha Rostova
- I girasoli (1970) como Maria
- O Voo (1970) como Serafima Vladimirovna Korzukhina
- A Gaivota (1970) como Nina Mikhailovna Zarechnaya
- O Cavaleiro Sem Cabeça (1973) como Louise Poindexter
- Yuliya Vrevskaya (1978) como Yuliya Vrevskaya

- O Quarto Ano de Guerra (1983) como Capitã Nadezhda Moroz
- Sucesso (1984) como Inna, ex-mulher de Fetisov
- Pombo Selvagem (1986) como Kseniya Nikolayevna Startseva, atriz
- A Rosa Negra é um emblema de tristeza, a Rosa Vermelha é um emblema de amor (1989) como a mãe de Aleksandra
- Terna Idade (2000) como avó de Ivan Gromov, ex-piloto, "Bruxa da Noite"